# Arin
崔乂園（：／ Choi Ye Won，1999年6月18日—），藝名為Arin。韓國女歌手及演員，為WM Entertainment女子團體OH MY GIRL的成員之一。2015年4月21日以首張迷你專輯《OH MY GIRL》正式出道。隊内擔任副唱、領舞。2025年個人約滿，不續個人約，但沒有退出團體，宣布進入ATRP娛樂成為演員。

## 早年生活及教育
Arin出生於釜山廣域市南區，為家中的老大，有一名弟弟。中學時從釜山盆浦中學校轉學到首爾同德女子中學校就讀。高中從首爾公演藝術高等學校實用舞蹈科畢業。

## 影視作品
僅列出Arin的個人影視作品，團體影視作品參考Oh My Girl影視作品列表條目。

### 電影作品
| 年份   | 片名               | 角色   | 备注 |
| 2022年 | 《首爾怪談》       | 姜知妍 |      |
| 待公布 | 《疯狂舞蹈办公室》 | 海利   | 主演 |

### 戲劇
| 年份   | 電視台 | 劇名                 | 角色   |
| 2020年 | tvN D  | 《少女的世界》       | 吳娜麗 |
| 2022年 | tvN    | 《還魂》             | 陳超妍 |
| 2022年 | tvN    | 《還魂：光與影》     | 陳超妍 |
| 2023年 | tvN    | 《夏日愛情機器藍調》 |        |
| 2025年 | Wavve  | 《S LINE》           | 申現翖 |
| 2025年 | KBS    | 《我的女友比我帥》   | 金智恩 |

### 綜藝
| 年份 | 播出日期           | 電視台 | 節目名稱          | 備註             |
| 2019 | 9月22日 │ 12月21日 | XtvN   | 《最新流行節目2》 | 從第3集 開始飾演 |

### 主持
| 年份            | 播放日期          | 電視台  | 節目名稱       | 備註                       |
| 2019年          | 6月3日 │ 7月22日  | YouTube | 《Adari TV》   | 與宇宙少女成員多榮一起主持 |
| 2020年 │ 2021年 | 7月24日 │ 10月1日 | KBS     | 《Music Bank》 | 與TXT成員SOOBIN一起主持    |
| 2023年          | 9月1日            | KBS     | 《Music Bank》 | 與李彩玟一起主持           |

## 獎項
| 年份   | 頒獎典禮         | 獎項         | 被提名人/作品 | 備註                    | 結果 |
| 2020年 | 2020 KBS演藝大賞 | 最佳情侶獎   | Music Bank    | 與TXT成員SOOBIN共同獲獎 | 獲獎 |
| 2020年 | 2020 KBS演藝大賞 | 新人獎       | Music Bank    |                         | 提名 |
| 2022年 | 亞洲模特獎       | 女演員新星獎 | Arin          | [ 8 ]                   | 獲獎 |

## 外部連結
- Arin的Instagram帳戶
- OH MY GIRL 官方網站（页面存档备份，存于）
- OH MY GIRL 官方Daum Cafe（页面存档备份，存于）
- OH MY GIRL 官方Instagram（页面存档备份，存于）
- OH MY GIRL 官方Youtube頻道（页面存档备份，存于）